# Franck Pitiot
Pour les articles homonymes, voir Pitiot.
Franck Pitiot, né le 27 juin 1964 à Lyon, est un comédien français de théâtre et de télévision.

## Biographie
Franck Pitiot est notamment connu pour le rôle de Perceval qu'il interprète dans la série Kaamelott d'Alexandre Astier. Il est interviewé par Christophe Chabert dans l'acte V « Les chevaliers de la Table ronde » du film documentaire Aux Sources de Kaamelott réalisé entre 2006 et 2010 pour accompagner l'intégrale « Les Six Livres » des DVD de la série télévisée.
Il est également musicien et gère le studio d'enregistrement Miroslav Pilon, à Lyon, dans lequel sont réalisés entre autres les doublages français des animes Trinity Blood et Black Lagoon,.

## Filmographie
Sauf indication contraire, les informations mentionnées dans cette section peuvent être confirmées par les bases de données cinématographiques  présentes dans la section « Liens externes ».

### Télévision
- 2001 : Soyons sport : Le jardinier (court)
- 2003 : Dies iræ d'Alexandre Astier : Perceval le Gallois (court-métrage)
- 2005-2009 : Kaamelott : Perceval le Gallois
- 2006 : Greco : Yann Sommer (saison 1, épisode 5)
- 2008 : Un vrai Papa Noël de José Pinheiro : Antoine
- 2009 : Adieu De Gaulle, adieu de Laurent Herbiet : le Général Mathon (téléfilm)
- 2010 : Darwin 2 : coréalisateur, coscénariste et cocréateur avec Vincent Amouroux pour Canal+[4]
- 2014-2015: Méli-Mélo : acteur
- 2016-2017 : Les Nouvelles Métamorphoses : acteur

### Cinéma
- 2006 : Mon colonel de Laurent Herbiet : le Caporal Arnoul
- 2008 : Enfin veuve d’Isabelle Mergault : Maurice
- 2021 : Kaamelott : Premier Volet d'Alexandre Astier : Perceval de Galles

### Web-série
- 2014-2015 : Méli Mélo (Graie) - 16 épisodes avec l'acteur Jacques Chambon[5]
- 2017 : Real Cops
- 2022 : La Pause Biodiv' , avec Jacques Chambon - 6 épisodes[6]

### Doublage

#### Films d'animation
- 2014 : Astérix : Le Domaine des dieux d'Alexandre Astier et Louis Clichy : Humérus
- 2018 : Astérix : Le Secret de la potion magique d'Alexandre Astier et Louis Clichy : Humérus

#### Jeux vidéo
- 2016 : Agatha Christie : The ABC Murders[réf. souhaitée]
- 2020 : Le Donjon de Naheulbeuk : l'Amulette du désordre : Le propriétaire de la taverne, Gros Guillaume, Loïc (aventurier soufreteux), Émile Broucoule, autres personnages (reste à confirmer lesquels)
- 2023 : Le donjon de Naheulbeuk : Le maître du donjon : Émile Broucoule